# オスカル・メルカド
- オスカー・マーカドー
- オスカー・メーカド

オスカル・M・メルカド（Oscar M. Mercado, 1994年12月16日 - ）は、コロンビアのカルタヘナ出身のプロ野球選手（外野手）。右投右打。MLBのフィラデルフィア・フィリーズ傘下所属。2018年にアメリカ合衆国の市民権を取得した。

## 経歴

### プロ入り前・私生活
メルカドはコロンビアのカルタヘナで生まれた。メルカド一家は5人家族で、兄のフアンと、双子の姉であるナタリアがいる。母親はマルタ。父親はゼネコンに勤める元サッカー選手であるが、家族はメジャーリーグファンであった。オスカルが7歳のときに父の就労ビザで家族はフロリダ州のタンパへ移住。8歳のときにリトルリーグに参加し、本格的に野球を始めた。高校はノースデールにあるゲイザー高等学校に進学。2013年のドラフト直前では高校トップレベルの遊撃手という評価を受けた。

### プロ入りとカージナルス傘下時代
2013年のMLBドラフトの2巡目（全体57位）でセントルイス・カージナルスから指名された。メルカドはフロリダ州立大学へ進学予定であったがこれを取り止め、6月17日にサインボーナス150万ドルで契約した 。契約後の6月26日にルーキー級ガルフ・コーストリーグ・カージナルスでプロデビュー。このシーズンは同チームで42試合に出場し、打率.206、1本塁打、14打点、OPS.597を記録した。
2014年はアパラチアンリーグのルーキー級ジョンソンシティ・カージナルスに昇格、同チームにシーズン専属した。シーズン成績は60試合に出場して打率.224、3本塁打、25打点、OPS.609を記録した。
2015年はA級ピオリア・チーフスに昇格、同チームにシーズン専属した。シーズン成績は117試合に出場して打率.254、4本塁打、44打点、OPS.638を記録した。
2016年はA+級パームビーチ・カージナルスに昇格、同チームにシーズン専属した。シーズン成績は125試合に出場して打率.215、27打点、OPS.567を記録した。メジャーデビューからこのシーズンまでに、遊撃を2,471イニング守り、118失策を記録するなど守備面が問題視された。このことから、2016年オフより、守備位置を遊撃手から外野手にコンバートした。

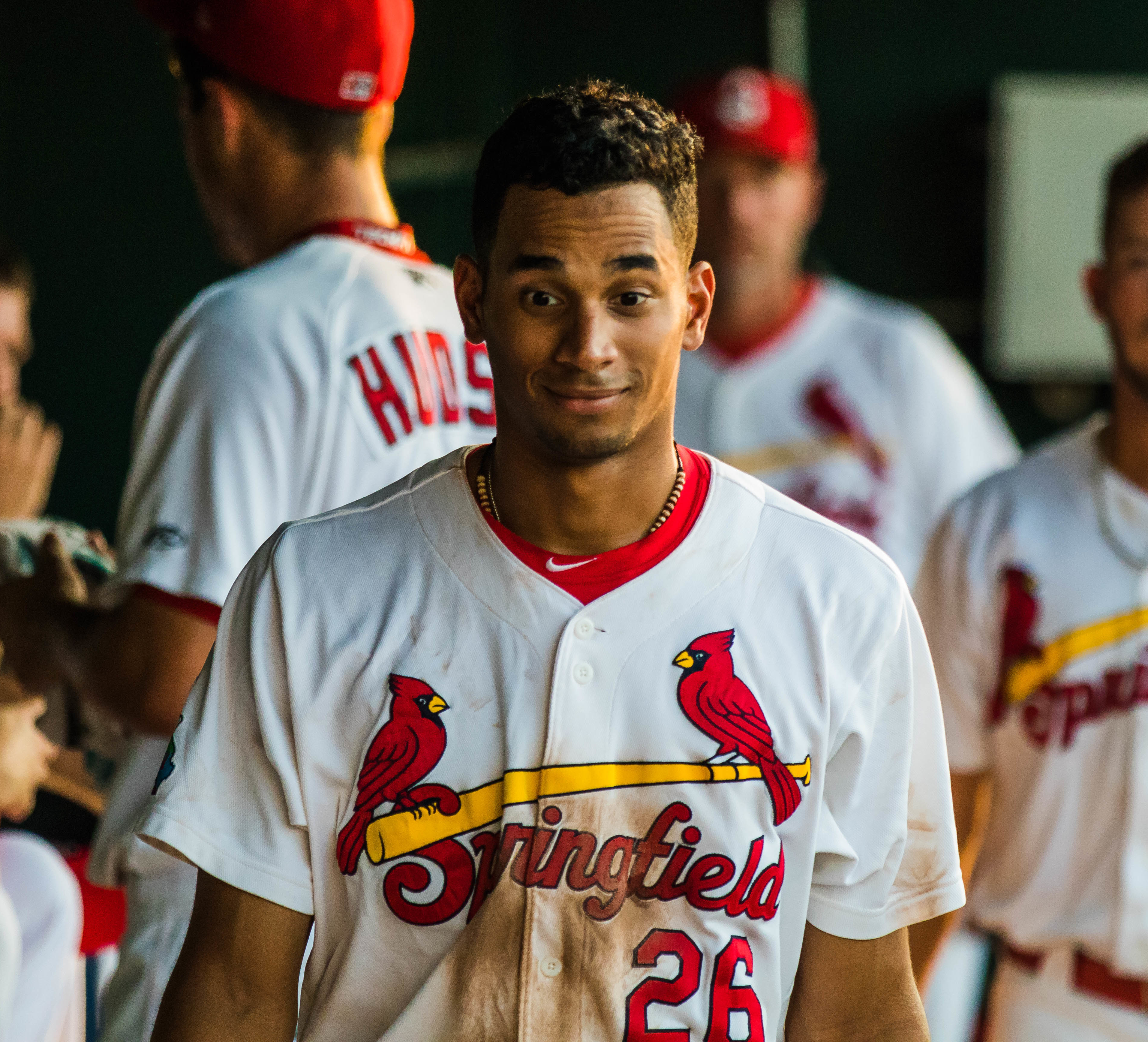
AA級スプリングフィールド・カージナルス時代
（2017年7月17日）

メルカドは2017年WBCでコロンビア代表として参加した。チームは1次リーグで敗退した。シーズンはAA級スプリングフィールド・カージナルスに昇格した。シーズン成績は120試合に出場して打率.287、13本塁打、46打点、OPS.769を記録した。シーズンオフにはアリゾナ・フォールリーグのサプライズ・サグアロスに所属し、22試合に出場した。秋季リーグ終了後にチームはメルカドを40人ロースターに追加した。
2018年3月12日にタンパで行われた宣誓式でアメリカ合衆国の市民権を取得した。同年のシーズンはAAA級メンフィス・レッドバーズに昇格し、開幕を迎えた。

### インディアンス及びガーディアンズ時代

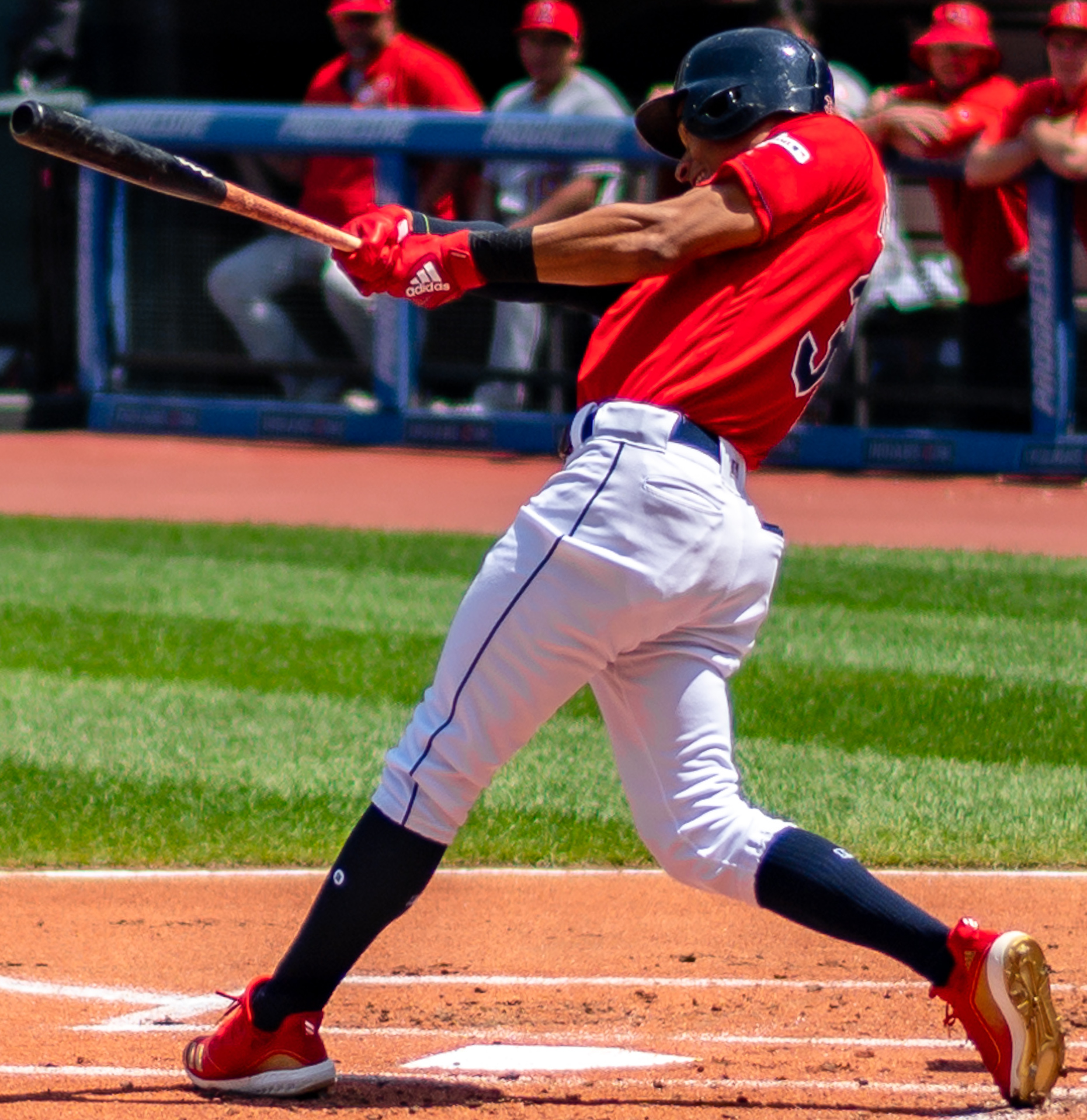
クリーブランド・インディアンス時代
（2019年8月4日）

2018年7月31日、コナー・ケイプル、ジョン・トーレスとのトレードで、クリーブランド・インディアンスへ移籍した。移籍後は傘下のAAA級コロンバス・クリッパーズに配属された。このシーズンはメンフィスとコロンバスの2チーム合計で132試合に出場して打率.278、8本塁打、47打点、OPS.738を記録した。
2019年シーズンはAAA級コロンバスで開幕を迎えた。5月14日にメジャー初昇格を果たし、同日のシカゴ・ホワイトソックス戦にて「7番・左翼手」で先発出場してメジャーデビュー。この試合では3打数無安打でメジャー初打点を記録。5月18日のボルチモア・オリオールズ戦でジョン・ミーンズからメジャー初安打となる二塁打を記録。5月26日のタンパベイ・レイズ戦でオリバー・ドレイクからメジャー初本塁打を記録。この年メジャーでは115試合に出場して打率.269、15本塁打、54打点、15盗塁を記録した。
2020年は36試合に出場して打率.128、1本塁打、6打点、3盗塁と不振に陥った。
2021年は72試合に出場して打率.224、6本塁打、19打点、7盗塁を記録した。
2022年6月21日にDFAとなった。

### フィリーズ時代
2022年6月27日にウェイバー公示を経てフィラデルフィア・フィリーズへ移籍した。フィリーズでは6月30日のアトランタ・ブレーブス戦にて代打で1打席立っただけであり、翌日の7月1日にDFAとなった。

### ガーディアンズ復帰
2022年7月3日にウェイバー公示を経てガーディアンズへ移籍した。約2週間ぶりの復帰となったが、7月11日に再びDFAとなり、14日にマイナー契約でAAA級コロンバスへ配属された。オフの11月10日にFAとなった。

### カージナルス復帰
2022年11月18日にセントルイス・カージナルスとマイナー契約を結び、そのまま傘下AAA級メンフィスに配属された。
2023年シーズンは5月17日にメジャー昇格を果たしたが、7月3日にルーケン・ベイカーの復帰に伴ってDFAとなり、2日後にFAとなった。この年カージナルスでは20試合に出場して打率.290、5打点、2盗塁を記録した。

### パドレス傘下時代
同年7月7日にサンディエゴ・パドレスとマイナー契約を結び、同日中にAAA級エルパソ・チワワズに配属された。ただ、この時はメジャーに昇格することは無く、8月21日にオプトアウトを選択して自由契約となった。

### ドジャース傘下時代
同年8月25日にロサンゼルス・ドジャースとマイナー契約を結び、翌26日にAAA級オクラホマシティ・ドジャースに配属されたが、ここでもメジャーに昇格することは無く、オフの11月6日にFAとなった。また、同年のオフにはドミニカのウィンターリーグであるLIDOMに参加。アギラス・シバエーニャスに所属した。

### パドレス傘下復帰
2023年12月28日に同年7月まで所属していたパドレスとマイナー契約を結び、2024年のスプリングトレーニングには招待選手として参加した(その日のうちにケビン・プラウェッキーと共にAAA級エルパソに配属)。ここでもメジャーに昇格することは無く、翌2024年8月1日に再びオプトアウトを選択して自由契約となった。

### タイガース傘下時代
2024年8月23日にデトロイト・タイガースとマイナー契約を結び、同日中にAAA級トレド・マッドヘンズに配属されたが、メジャーに昇格する機会は無く、オフの11月4日にFAとなった。なお、FA期間中にはプエルトリコのウィンターリーグであるLBPRCに参加。クリオージョス・デ・カグアスに所属した。

### フィリーズ傘下時代
2025年は、シーズン開幕前に2026年WBC予選のコロンビア代表に選出された。シーズンでは2月14日にフィラデルフィア・フィリーズとマイナー契約を結び、同年のスプリングトレーニングに招待選手として参加することになった。また、その日のうちに傘下のリーハイバレー・アイアンピッグスに配属された。メジャー昇格となれば、フィリーズでは2年半ぶりの復帰となる。

## 詳細情報

### 年度別打撃成績
| 年 度    | 球 団    | 試 合 | 打 席 | 打 数 | 得 点 | 安 打 | 二 塁 打 | 三 塁 打 | 本 塁 打 | 塁 打 | 打 点 | 盗 塁 | 盗 塁 死 | 犠 打 | 犠 飛 | 四 球 | 敬 遠 | 死 球 | 三 振 | 併 殺 打 | 打 率 | 出 塁 率 | 長 打 率 | O P S |
| -------- | -------- | ----- | ----- | ----- | ----- | ----- | -------- | -------- | -------- | ----- | ----- | ----- | -------- | ----- | ----- | ----- | ----- | ----- | ----- | -------- | ----- | -------- | -------- | ----- |
| 2019     | CLE      | 115   | 482   | 438   | 70    | 118   | 25       | 3        | 15       | 194   | 54    | 15    | 4        | 7     | 4     | 28    | 0     | 5     | 84    | 9        | .269  | .318     | .443     | .761  |
| 2020     | CLE      | 36    | 93    | 86    | 6     | 11    | 1        | 0        | 1        | 15    | 6     | 3     | 0        | 1     | 1     | 5     | 0     | 0     | 27    | 0        | .128  | .174     | .174     | .348  |
| 2021     | CLE      | 72    | 238   | 214   | 27    | 48    | 11       | 1        | 6        | 79    | 19    | 7     | 1        | 1     | 0     | 21    | 0     | 2     | 42    | 1        | .224  | .300     | .369     | .669  |
| 2022     | PHI      | 1     | 1     | 1     | 0     | 0     | 0        | 0        | 0        | 0     | 0     | 0     | 0        | 0     | 0     | 0     | 0     | 0     | 1     | 0        | .000  | .000     | .000     | .000  |
| 2022     | CLE      | 54    | 127   | 120   | 17    | 25    | 6        | 1        | 4        | 45    | 16    | 2     | 2        | 0     | 1     | 5     | 0     | 1     | 28    | 4        | .208  | .244     | .375     | .619  |
| '22計    | CLE      | 55    | 128   | 121   | 17    | 25    | 6        | 1        | 4        | 45    | 16    | 2     | 2        | 0     | 1     | 5     | 0     | 1     | 29    | 4        | .207  | .242     | .372     | .614  |
| 2023     | STL      | 20    | 32    | 31    | 3     | 9     | 3        | 0        | 0        | 12    | 5     | 2     | 1        | 0     | 0     | 1     | 0     | 0     | 4     | 0        | .290  | .313     | .387     | .700  |
| MLB：5年 | MLB：5年 | 298   | 973   | 890   | 123   | 211   | 46       | 5        | 26       | 345   | 100   | 29    | 8        | 9     | 6     | 60    | 0     | 8     | 186   | 14       | .237  | .289     | .388     | .677  |

- 2024年度シーズン終了時

### ポストシーズン打撃成績
| 年 度     | 球 団     | シ リ ｜ ズ | 試 合 | 打 席 | 打 数 | 得 点 | 安 打 | 二 塁 打 | 三 塁 打 | 本 塁 打 | 塁 打 | 打 点 | 盗 塁 | 盗 塁 死 | 犠 打 | 犠 飛 | 四 球 | 敬 遠 | 死 球 | 三 振 | 併 殺 打 | 打 率 | 出 塁 率 | 長 打 率 |
| --------- | --------- | ----------- | ----- | ----- | ----- | ----- | ----- | -------- | -------- | -------- | ----- | ----- | ----- | -------- | ----- | ----- | ----- | ----- | ----- | ----- | -------- | ----- | -------- | -------- |
| 2020      | CLE       | ALWC        | 1     | 1     | 1     | 0     | 0     | 0        | 0        | 0        | 0     | 0     | 0     | 0        | 0     | 0     | 0     | 0     | 0     | 1     | 0        | .000  | .000     | .000     |
| 出場：1回 | 出場：1回 | 出場：1回   | 1     | 1     | 1     | 0     | 0     | 0        | 0        | 0        | 0     | 0     | 0     | 0        | 0     | 0     | 0     | 0     | 0     | 1     | 0        | .000  | .000     | .000     |

- 2024年度シーズン終了時

### 年度別守備成績
| 年 度 | 球 団 | 左翼（LF） | 左翼（LF） | 左翼（LF） | 左翼（LF） | 左翼（LF） | 左翼（LF） | 中堅（CF） | 中堅（CF） | 中堅（CF） | 中堅（CF） | 中堅（CF） | 中堅（CF） | 右翼（RF） | 右翼（RF） | 右翼（RF） | 右翼（RF） | 右翼（RF） | 右翼（RF） |
| 年 度 | 球 団 | 試 合      | 刺 殺      | 補 殺      | 失 策      | 併 殺      | 守 備 率   | 試 合      | 刺 殺      | 補 殺      | 失 策      | 併 殺      | 守 備 率   | 試 合      | 刺 殺      | 補 殺      | 失 策      | 併 殺      | 守 備 率   |
| ----- | ----- | ---------- | ---------- | ---------- | ---------- | ---------- | ---------- | ---------- | ---------- | ---------- | ---------- | ---------- | ---------- | ---------- | ---------- | ---------- | ---------- | ---------- | ---------- |
| 2019  | CLE   | 24         | 28         | 1          | 4          | 0          | .879       | 82         | 198        | 5          | 1          | 0          | .995       | 9          | 10         | 0          | 1          | 0          | .909       |
| 2020  | CLE   | 12         | 13         | 0          | 0          | 0          | 1.000      | 21         | 52         | 0          | 0          | 0          | 1.000      | -          | -          | -          | -          | -          | -          |
| 2021  | CLE   | 45         | 78         | 2          | 0          | 0          | 1.000      | 7          | 16         | 0          | 0          | 0          | 1.000      | 20         | 31         | 1          | 1          | 1          | .970       |
| MLB   | MLB   | 81         | 119        | 3          | 4          | 0          | .968       | 110        | 266        | 5          | 1          | 0          | .996       | 29         | 41         | 1          | 2          | 1          | .955       |

- 2021年度シーズン終了時

### 背番号
- 35（2019年 - 2022年）
- 54（2023年）